# Success (företag)
Success är ett japanskt företag som bl.a. producerat spel till Playstation, Nintendo Game Boy,  Nintendo DS och Wii. Deras spelkatalog består ungefär till hälften av titlar som är unika för den japanska marknaden. Företaget har bl.a. släppt titlar som Zoo Keeper, Izuna och Touch Detective.